# Tell Vilmos
Tell Vilmos (német nevén Wilhelm Tell) svájci mondahős, legendabeli szabadságharcos, az alpesi állam önállóságának jelképe. Alakja valószínűleg a dán mondavilágból szivárgott Svájc függetlenségtörténetébe. Tell a legendák szerint a 13. és 14. századok fordulóján élt a mai Uri kanton vidékén. Életéről később mesék és legendák születtek, melyeket Friedrich Schiller is feldolgozott Tell Vilmos című drámájában.

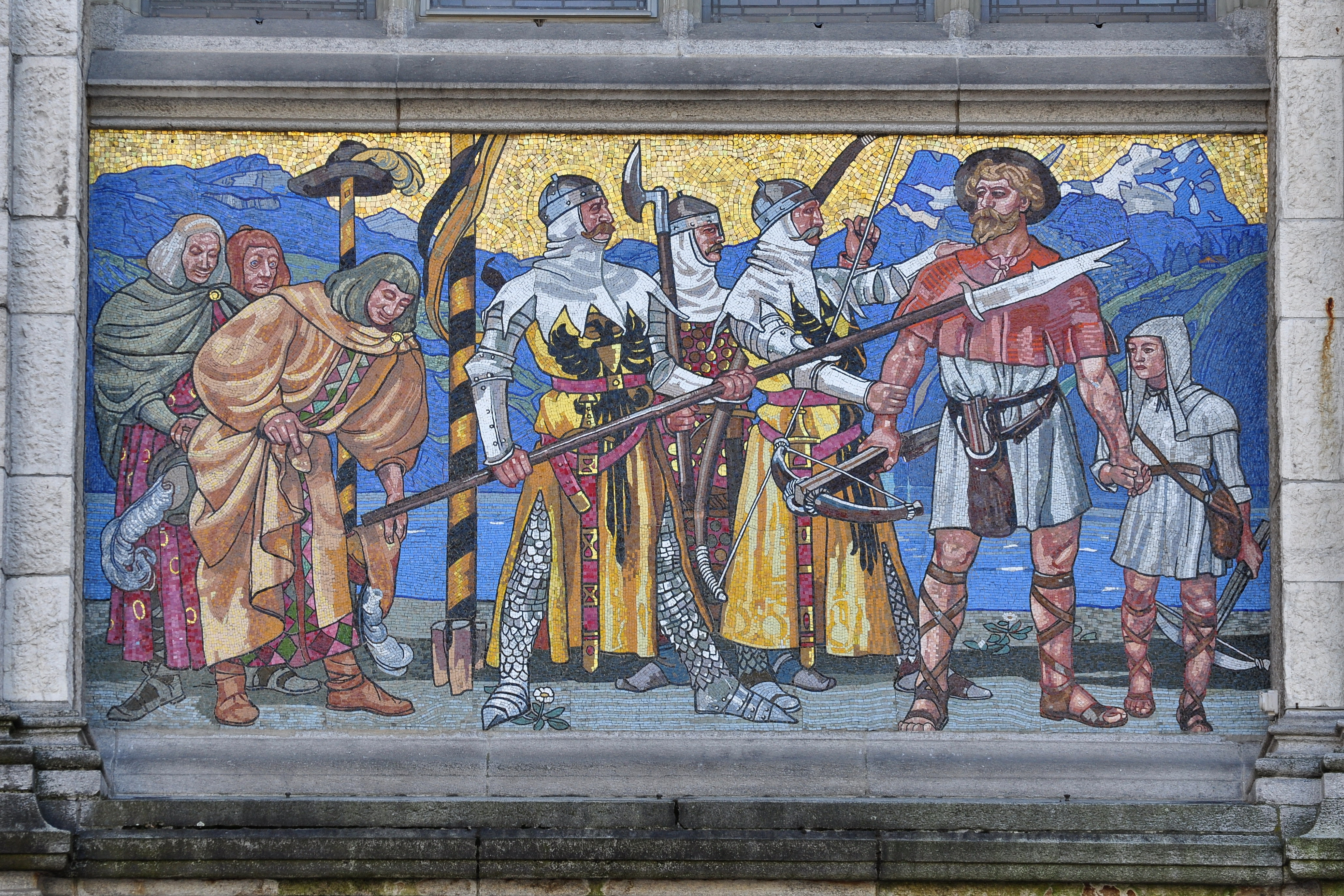
Tell Vilmos-mozaik a Svájci Nemzeti Múzeumban

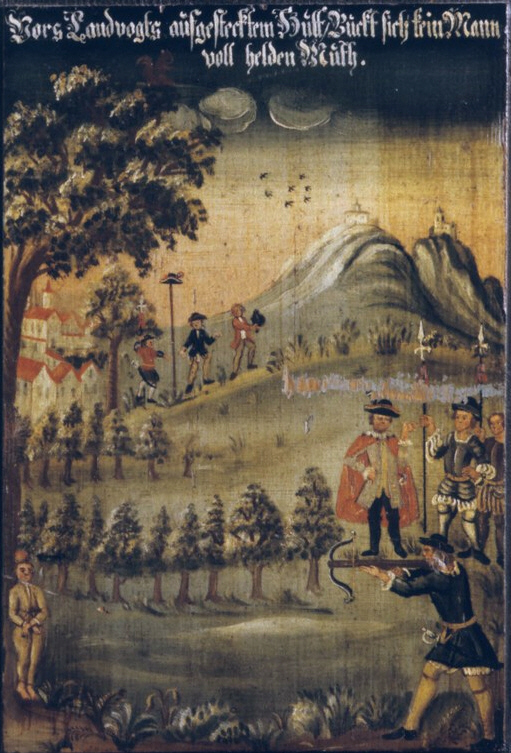
Tell Vilmos legenda illusztráció (1782), Schweizerisches Landesmuseum, Zürich

## Tell Vilmos bosszúja

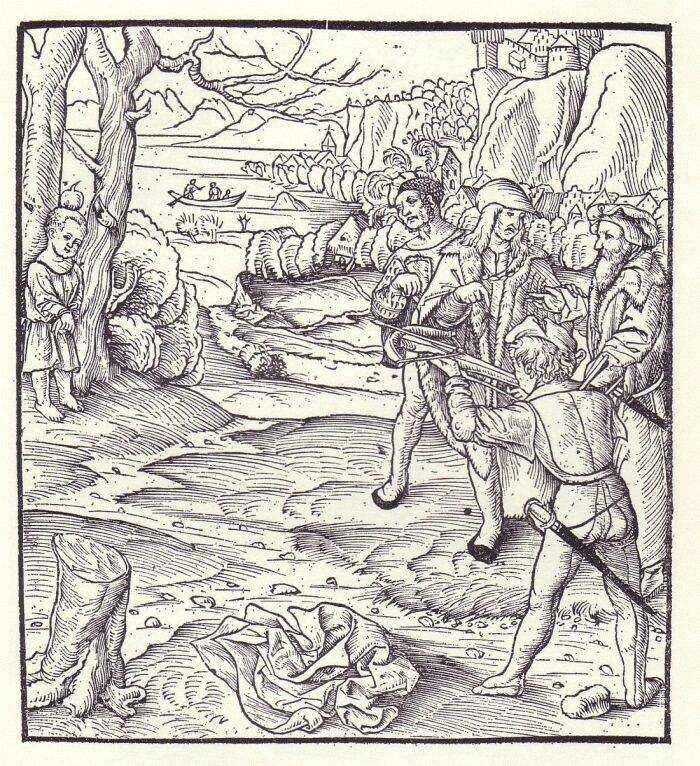
Gessler arra kényszeríti az ijász Tell Vilmost, hogy az apa a saját fia fejére helyezett almát nyilával átlője, illusztráció, Sebastian Münster Cosmographia (1554)

A Tell Vilmos-legenda szerint 1307. november 18-án az Uri kantonban a Habsburg-ház helytartójaként uralkodó zsarnok Hermann Gessler arra kényszerítette az ijász Tell Vilmost, hogy az a saját fia fejére helyezett almát nyilával átlője, mivel a svájci hős nem tisztelgett a zsarnok póznára tűzött kalapja előtt. Az apa hiába könyörgött kegyelemért, a zsarnok megparancsolta, hogy célozzon. Az íjász egy nyilat tett a számszeríj idegére, de egy másikat is a keze ügyébe készített. Tell nyila 100 lépés távolságból kettéhasította az almát. Gessler gratulált a nagyszerű lövéshez és azt kérdezte Telltől, hogy miért készítette elő a második nyílvesszőt is. Tell azt válaszolta, hogy ha az első nyíl a fiút találta volna el, akkor a másodikkal magát a kormányzót ölte volna meg. A zsarnok dühében börtönbe vettette az íjászt, ám az a Luzerni-tavon kitört vihar közben megszökött, s bosszút forralva Gessler vára felé indult. Egy völgyszorosban lesből lelőtte a zsarnokot, aki haldoklása közben még hallotta, amint Tell felfedi kilétét. Tell Vilmos második nyíllövése szabadságharcot robbantott ki Svájcban, ami az ország függetlenné válásához vezetett.

## A Tell-legenda eredete
A gyermeke fején nagyon apró célpontot eltaláló hős legendája a germán mitológiából származik. Több germán nép körében található hasonló történet, így Németország, Norvégia, Dánia, Izland és Anglia szájhagyományaiban is.
Az egyik dán legendában amelyet Saxo Grammaticus Gesta Danorum (Dánia Története) című munkájában dokumentált, szerepel szintén egy íjász, akinek történetéhez kísértetiesen hasonlít Tellé. Az íjász, Toko, más verzióban Tiki Kékfogú Harald idejében élt és egyszer kérkedett tudományával, amit a király is meghallott. Harald hasonlóan szeszélyes és kegyetlen zsarnok mint Gessler, ezért arra kényszeríti Tikit, hogy fia fejéről lőjön le egy almát. Az íjász végrehajtja a feladatot, de félretesz egy nyílvesszőt, mert amennyiben fiát bármi érné, megöli Haraldot. Később lesben áll és egy jól irányzott lövéssel leteríti a zsarnokot. Aki kiötlötte Tell Vilmos történetét, az bizonyára felhasználta Tiki Grammaticus által lejegyzett tettét.
A legenda a 15. század első felében két változatban tűnt fel. Az első a Tell-ének nevű népszerű balladában terjedt, de 1512-től kezdve már színdarabként is ismert volt. Más művekben a Habsburgok elleni összeesküvőként szólnak Tell Vilmosról. Már e korai történetek központi cselekménye is a Tell és Gessler közötti konfliktus, illetve a híres nyíllövés, ám a történet más részei eltérnek a ma elterjedt változattól. Léteztek mesék Tell Vilmos későbbi kalandjairól is. Ezeket a nem túl ismert történeteket Bakonyi Antal gyűjtötte össze és dolgozta fel, 1783-ban.
A svájci Aegidius Tschudi 1570 körül számos írásban és közszájon keringő Tell-történetet dolgozott össze egyetlen művé, amelyek Friedrich Schiller feldolgozása nyomán Európában, majd később az egész világon ismertté váltak.

## A legenda halála
A svájciak sokáig vakon hittek a legenda valóságában és felléptek azok ellen, akik kétségbe merték vonni. Idővel azonban a történettudomány arra a meggyőződésre jutott, hogy Tell Vilmos kitalált alak. Végül a svájci közvélemény is elfogadta a tényt, hogy nem létezett, ennek ellenére alakja a folklórban megőrződött, és a mai napig népszerű.

## Feldolgozások
- Aegidius Tschudi: Chronicon Helveticum; 1550
- Friedrich Schiller: Tell Vilmos (dráma); 1804/5
- Gioachino Rossini: Tell Vilmos (opera); 1829
- Schneider József: Magyar kártya vagy Tell kártya; 1836
- Tell Vilmos kalandjai (tévéfilmsorozat); 1958
- Tell Vilmos kalandjai (tévéfilmsorozat); 1986
- Tell, a Vilmos (film); 2007